# Lubomír Šilar
Lubomír Šilar (12. června 1932 Horní Čermná – 27. října 2016 Praha) byl český sochař a keramik. Vystudoval Vysokou školu uměleckoprůmyslovou v Praze a po většinu svého života pracoval jako keramik pro družstvo KERAMO, kde navrhoval díla pro sériovou výrobu. Vedle této činnosti tvořil i komorní díla, nejprve točil na kruhu, později začal z hliněných plátů skládat sošky žen a zvířat. Po celý svůj život hojně vystavoval, jak v Česku, tak v zahraničí. Dnes je jeho dílo součástí mnoha sbírek. V Městském muzeu Lanškroun má svoji stálou expozici nazvanou Altamíra. Vedle díla ve sbírkách se s jeho keramickými výtvory setkáme na různých budovách – Šilar dostával četné zakázky v dobách socialismu od projektantů různých staveb v rámci tzv. čtyř procent na umění. Příkladem je reliéf Praha husitská ve vestibulu pražského metra, stanice Jiřího z Poděbrad (1980), či reliéf Historické a současné město na samoobsluze ve Slaném (1984).
Vedle úspěchů na výstavách získal i několik cen; byl čestným členem Sdružení výtvarných umělců-keramiků. Lubomír Šilar zemřel v roce 2016 ve věku 84 let.

## Život
Narodil se v Horní Čermné v okresu Ústí nad Orlicí v roce 1932. V Praze v letech 1948–1951 studoval na Střední keramické škole poté pokračoval na Vysoké škole uměleckoprůmyslové, kde v roce 1956 promoval v Ateliéru keramiky a porcelánu pod vedením profesora Otty Eckerta. V Praze již zůstal. Po studiích nastoupil do Kerama, kde působil až do roku 1992. Současně spolupracoval i s Dílem a Ústředím uměleckých řemesel. V roce 1991 působil jako hostující docent na Institutu pro uměleckou keramiku v německém Grenzhausen. Zemřel v Praze 27. října 2016.

## Dílo
Vytvářel volná díla, díla spojená s architekturou i návrhy užitné keramiky pro sériovou výrobu. V keramice nejprve modeloval točením na kruhu, později přešel k modelaci plátů. Tématem pro něj bylo ženské tělo a různí kopytníci – koně, býci apod. Tato díla tvořil z modelovaných plátů hlíny, pokrytá byla přirozenými barvami.
V 70. a 80. letech 20. století byl Šilar mnohokrát přizván, aby se podílel na zvelebení určitého objektu svými keramickými výtvory v rámci tzv. čtyřprocentního umění:

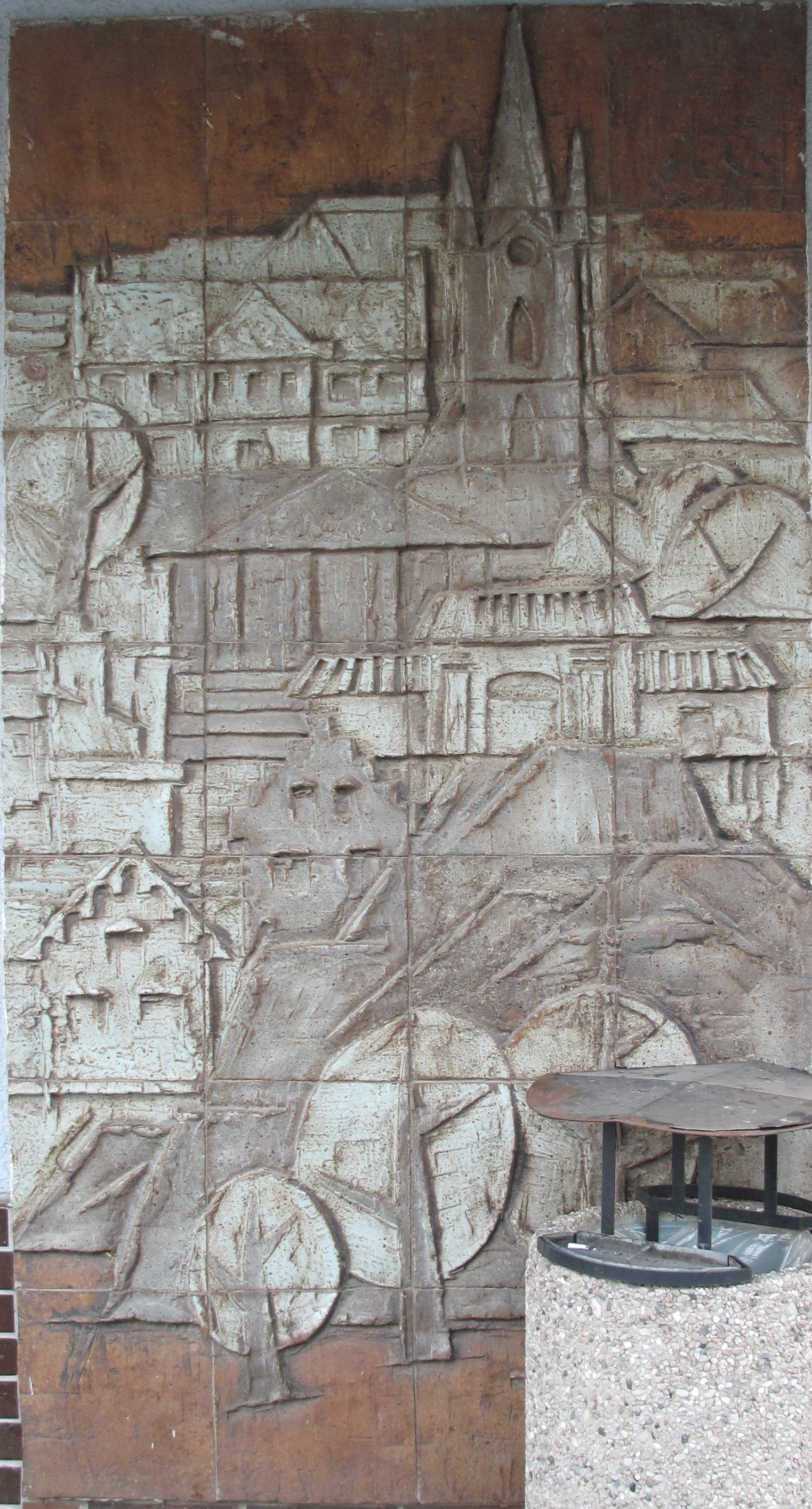
Reliéf na nákupním centru v Nebušicích

- Reliéf na nákupním centru v Nebušicích1971 Keramické reliéfy, Poliklinika Košice, Slovensko;[5]
- 1972 Keramické obklady a reliéfy, Kulturní dům, Neratovice;[5]
- 1974 Keramická stěna, Nákupní středisko, Unhošť;[7]
- 1976 Keramická mříž, kamenina,[8] Vodárenský dispečink, Praha – Vidoule;[5]
- 1976 Reliéf Nebušice, keramika, Nebušická 491, Praha – Nebušice;[9]
- 1976 Reliéf, Česká spořitelna, Praha 7;[10]
- 1976 Keramická stěna, Plavecký areál Štěchovice[11] (bazén zničen po roce 1989);[12]
- 1978 Keramická stěna, Nákupní středisko, Praha – Letňany;[5]
- 1978 Keramický reliéf, školní jídelna, Zlenice;[13]
- 1979 Reliéf s motivy hudby, keramika, Kulturní dům,[5] Praskolesy 300;[14]
- 1980 Husitská Praha, keramika, vestibul metra A Jiřího z Poděbrad, Praha;[15]
- 1981 Reliéf, keramika, Klubový dům,[16] Praha – Letňany (odstraněno v roce 2020)[17];[18]
- 1983 Reliéf, keramika, Základní škola Chocerady (zničeno 2009);[19]
- 1984 Keramická stěna, Tiskárna, Havlíčkův Brod;[5]
- 1984 Reliéf, keramika, pavilon E Českobrodské nemocnice[20];[21]
- 1984 Historické a současné město, prodejna Jednoty, Pražská ulice, Slaný;[22]
- 1985 Společensko-kulturní význam centra Prahy, keramika, vstupní vestibul stanice metra B Můstek, Jungmannovo náměstí, Praha;[23]
- 1985 Keramická stěna, keramika stanice metra Pražská, Moskva, Rusko;[24]
- 1986 Keramický reliéf, jídelna Základní školy Pahůrecká,[25] České Budějovice;[26]
- 1987 Keramický obklad, emblém, Zimní stadion Kobra, Praha (zničeno).[27]

Jeho díla jsou zastoupena v řadě sbírek, vlastní je například v Galerii hlavního města Prahy, Uměleckoprůmyslové muzeum v Praze, Mezinárodní muzeum keramiky v Bechyni, Regionální muzeum v Kolíně či Mezinárodní muzeum keramiky v italské Fanze. V Městském muzeu v Lanškrouně, nedaleko Šilarova rodiště, je od roku 2016 stálá expozice s názvem Altamíra, která je věnována jeho dílu.

## Výstavy
Lubomír Šilar za svůj život uspořádal celou řadu výstav, ať už samostatně, nebo ve spolupráci s jinými výtvarníky. Jeho samostatné výstavy byly:
- 1967 Lubomír Šilar: Keramika, Galerie bratří Čapků, Praha;[5]
- 1973 Lubomír Šilar: Keramika, Galerie bratří Čapků, Praha;[30]
- 1981 Lubomír Šilar: Keramika 1974–80, Galerie Nová síň, Praha;[30]
- 1981 Lubomír Šilar: Keramika 1974–80, Galerie Jaroslava Krále, Brno;[30]
- 1982 Lubomír Šilar: Keramická plastika, Galerie Centrum, Praha;[30]
- 1986 Keramika Lubomíra Šilara, Galerie Heidi Schneider, Horgen, Švýcarsko;[5]
- 1990 Keramika Lubomíra Šilara, Galerie Heidi Schneider, Horgen, Švýcarsko;[5]
- 2008 Lubomír Šilar: Keramické plastiky, Galerie Chodovská tvrz, Praha;[30]
- 2016 Altamíra, Městské muzeum Lanškroun.[5]

Ze společných výstav lze například uvést:
- 1961 Užité umění a průmyslové výtvarnictví, Uměleckoprůmyslové museum Praha;[30]
- 1965 Výtvarní umělci k výročí 20 let ČSSR, Dům U Hybernů, Praha;[30]
- 1969 50 let českého užitého umění a průmyslového designu, Rakouské muzeum užitého umění, Vídeň;[30]
- 1970 Záměry a zápasy: 50 let českého užitého umění a průmyslového umění, Muzeum Slezska, Vratislav, Polsko;[30]
- 1972 Keramická výstava prací profesora Otto Eckerta a jeho školy, Galerie Mahlerstrasse, Vídeň, Rakousko;[30]
- 1979 Současné užité umění, Severočeská galerie výtvarného umění v Litoměřicích;[30]
- 1980 Užité umění 70/80. Sklo, kov, textil, nábytek, keramika, Moravská galerie v Brně;[30]
- 1985 Keramika pražských umělců, Palác kultury, Praha;[30]
- 1988 Keramika 88, Kongresové centrum Praha, Praha;[30]
- 1991 Keramika 91, Mánes, Praha;[5]
- 1994 Česká současná keramika, Dům U Kamenného zvonu, Praha;[30]
- 2000 Od nádoby k soše, Novoměstská radnice, Praha;[30]
- 2005 Východoevropská keramika – Tvarovaná země, Oberpfälzer Künstlerhaus, Schwandorf, Německo;[5]
- 2008 Současná keramická plastika, kostel sv. Jana Křtitele, Kostelec nad Černými lesy;[30]
- 2010 Výstava keramické plastiky, Galerie Jan Svatoš, Kostelec nad Černými lesy;[30]
- 2013 Keramické léto, Galerie Špejchar, Chomutov;[5]
- 2019 Keramono „Prostřeno“, Galerie Galvína, Bechyně.[30]

## Ocenění
Za svůj život získal řadu ocenění:
- 1962 stříbrná medaile na Mezinárodní výstavě keramiky v Praze;
- 1965, 1974 a 1975 zlaté medaile z Mezinárodní soutěže současného keramického umění pořádané v italské Faenze;
- 1977 čestné uznání na Quadriennale užitého umění pořádaném v německém[5] Erfurtu;
- 1979 čestné uznání na Mezinárodní keramické výstavě v polských Sopotech;[1]
- 1980 speciální cena za keramickou plastiku na mezinárodním keramickém bienále ve Vallauris ve Francii;
- 1984 zlatá medaile na Mezinárodním trhu řemesel v Mnichově.[5]

## Galerie

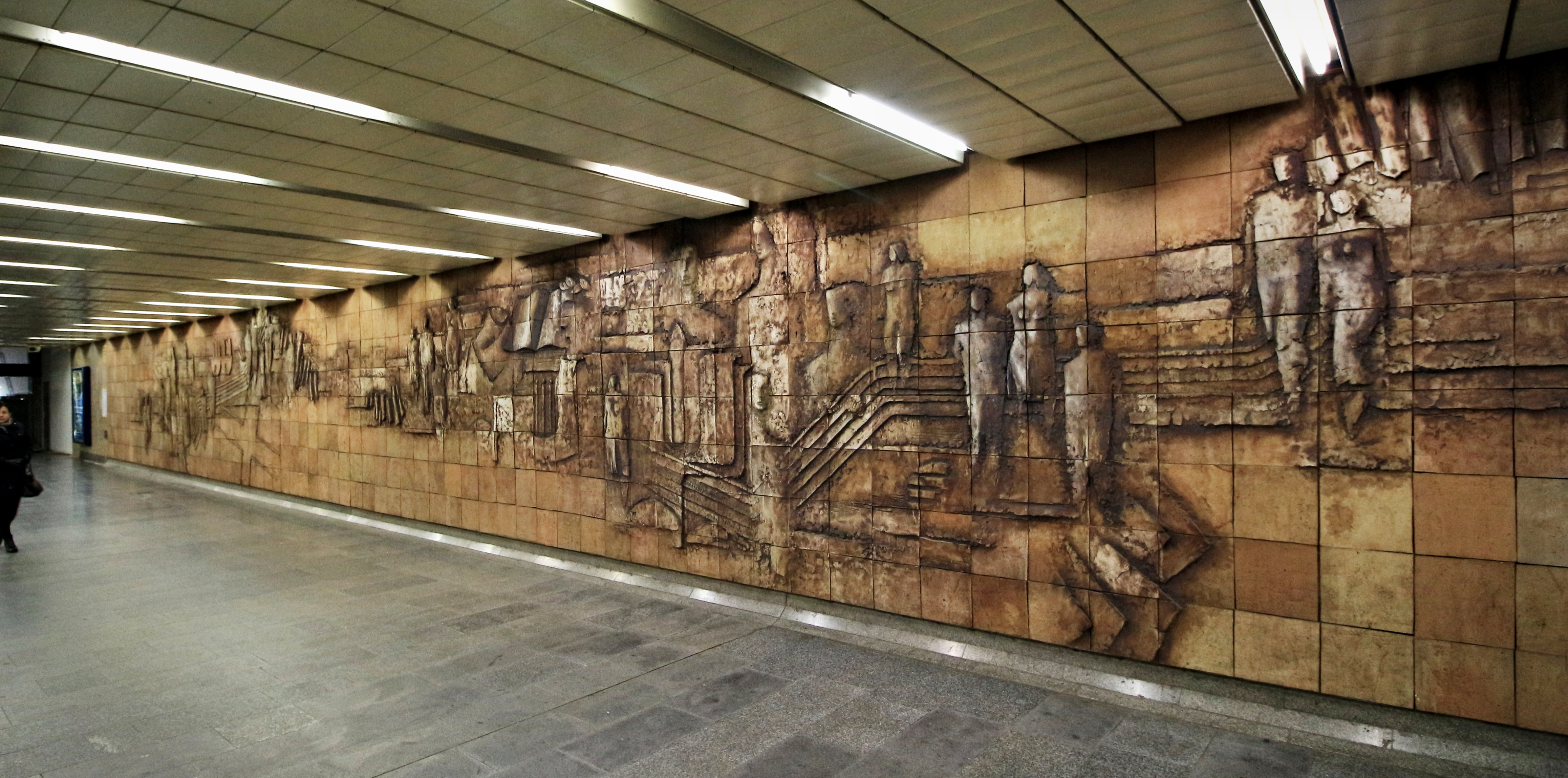
Stanice metra Můstek, Jungmannovo náměstí
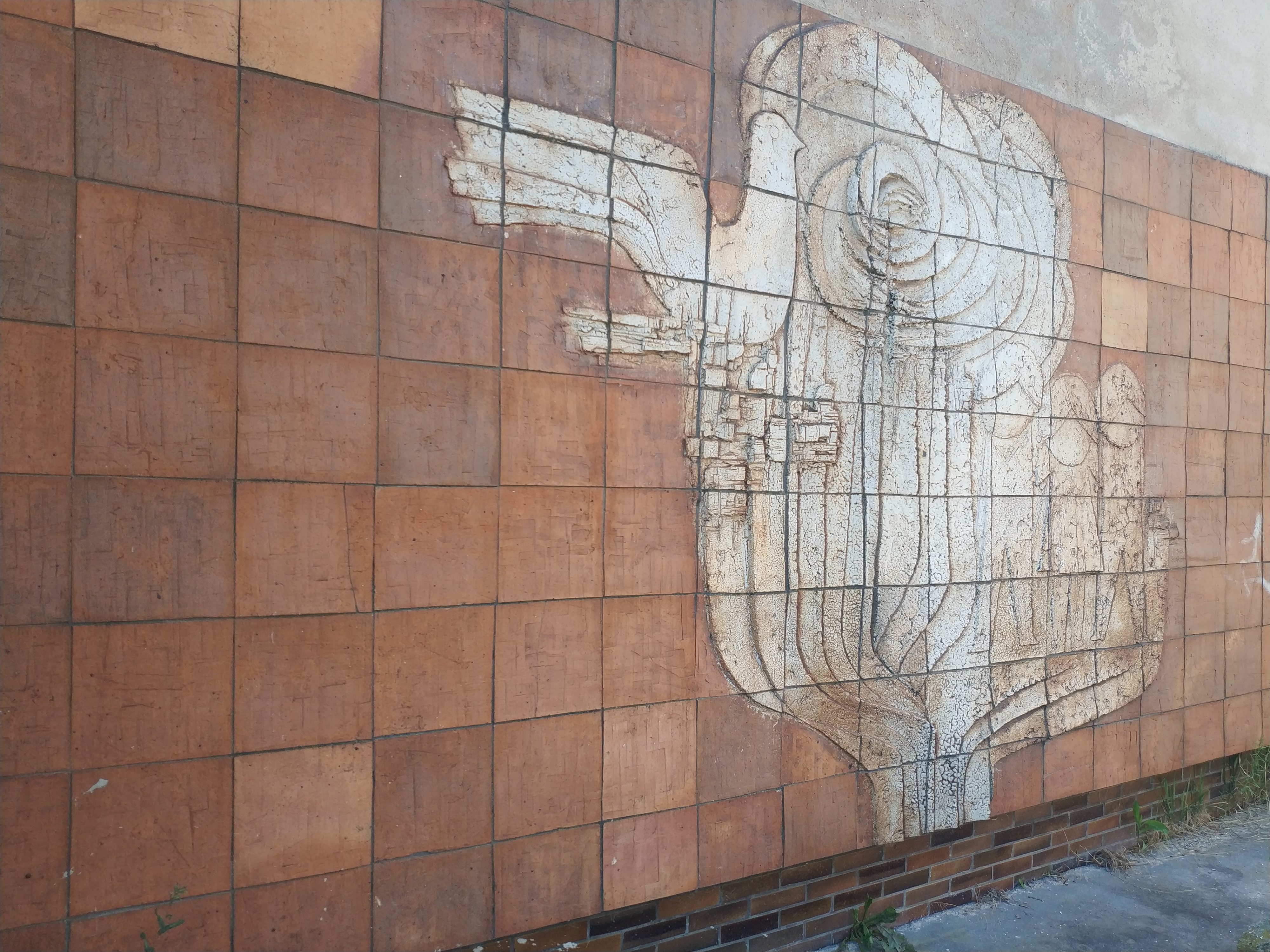
Nemocnice Český Brod
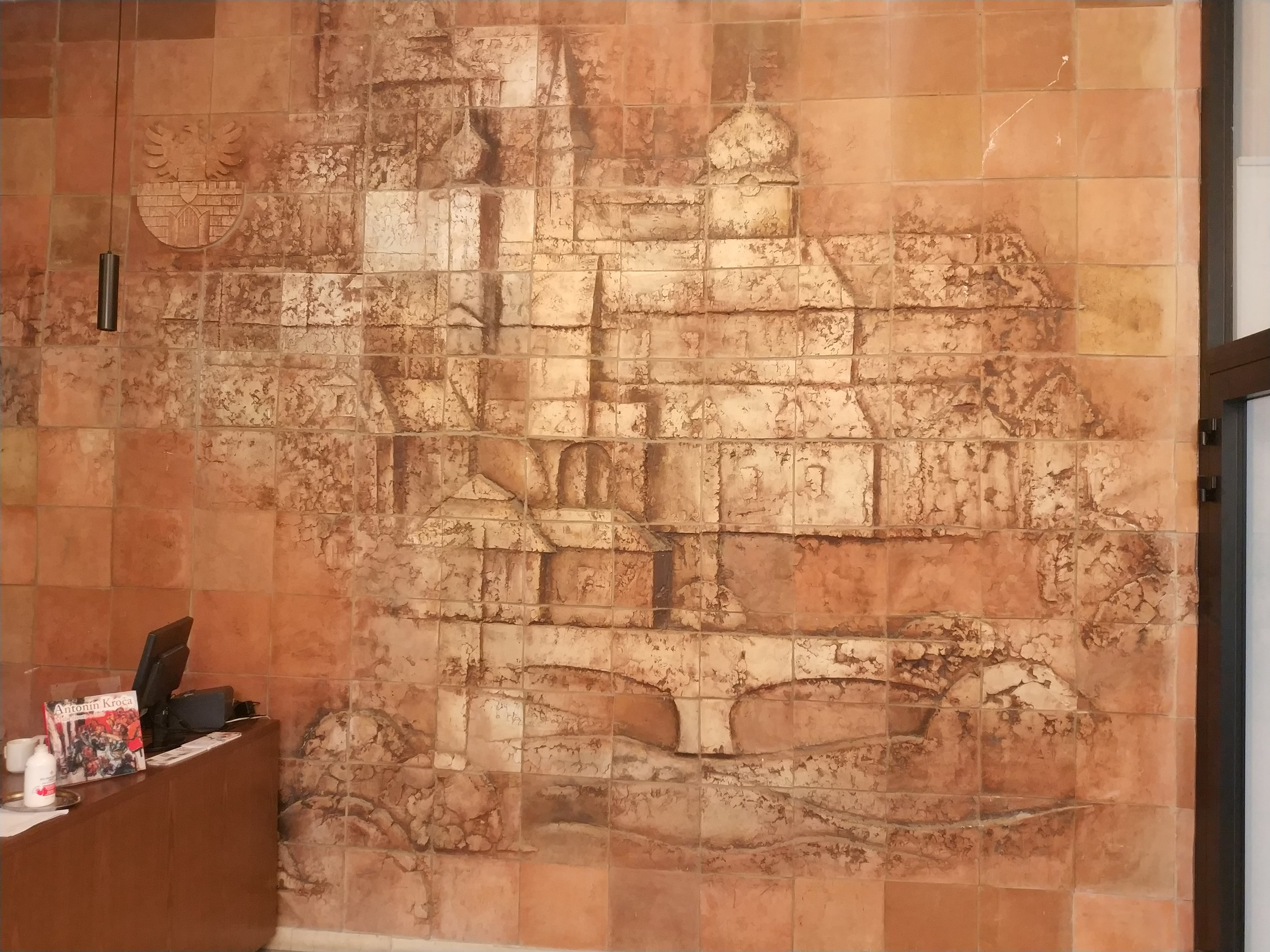
Poděbrady
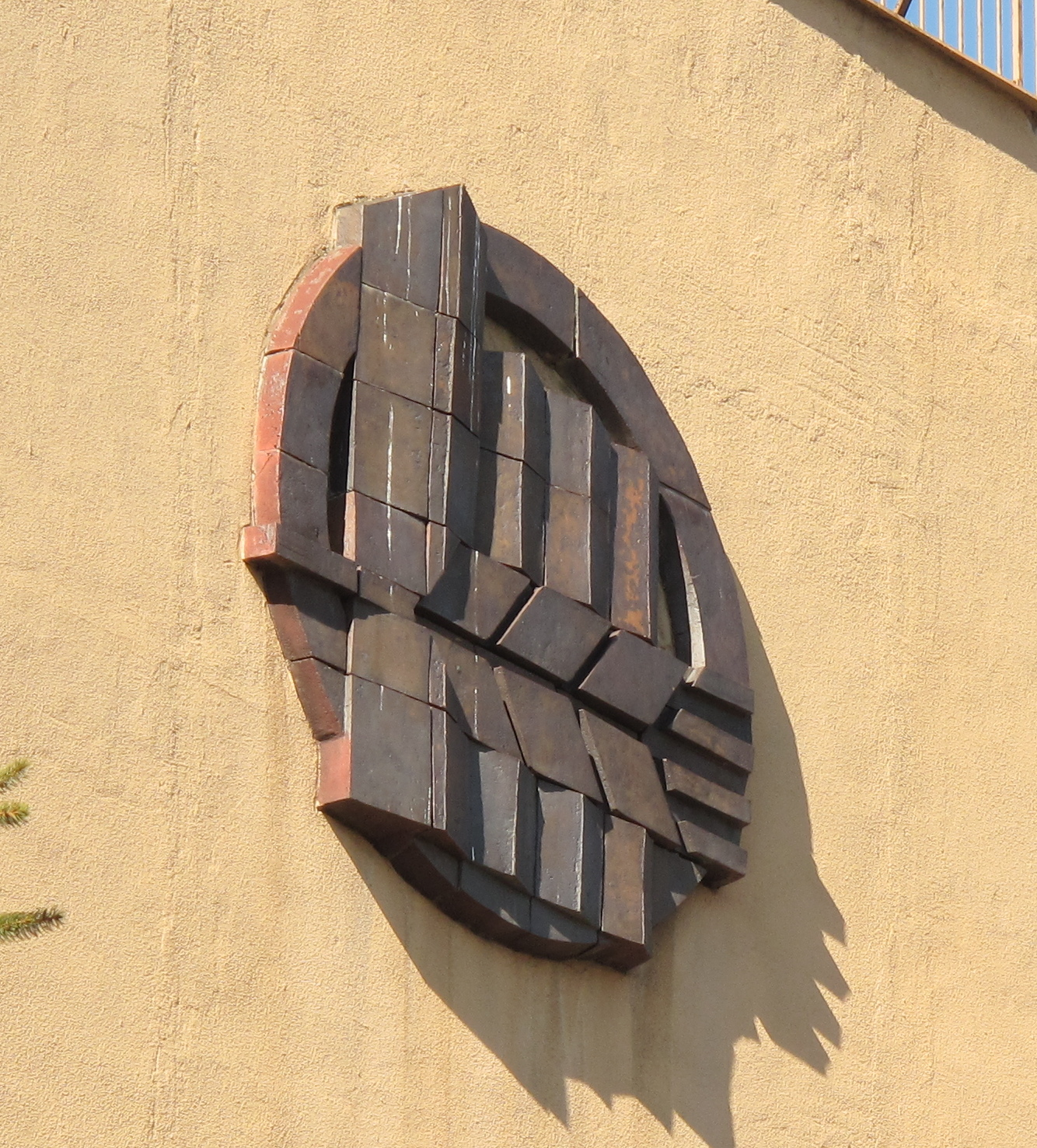
Reliéf na bývalé budově řediteství ZZN v Ústí nad Labem